# Митрофан Горленко
Горленко Михайло Андрійович (чернече ім'я Митрофан) — архімандрит Київського Видубицького монастиря. Походив з відомої козацько-шляхетської родини Горленків. Онук прилуцькького полковника Дмитра Горленка; син прилуцькького наказового полковника, наказового гетьмана А. Горленка, брат святителя Йоасафа Білгородського. Вихованець Києво-Могилянської академії.

## Біографія
Освіту здобув у Києво-Могилянській академії.
По завершенні повного академічного курсу прийняв чернечий постриг.
Протягом 1749–1754 — ігумен Максаківського Спасо-Преображенського монастиря Чернігівської єпархії.
З 2-ї половини 50-х років XVIII століття очолив Київського Видубицький монастир як настоятель, а згодом і архімандрит.
У серпні 1763 разом з префектом Києво-Могилянської академії Мельхіседеком Орловським і вчителем піїтики Р. Петулинським, та в листопада 1764 разом з настоятелем Київського Михайлівського Золотоверхого монастиря архімандритам Модестом Стефановичем, Київського Кирилівського монастиря ієромонахом Т. Вербицьким та Ніжинського Благовіщенського Назарет-Богородицького монастиря архімандритом Є. Могилянським брав участь у роботі комісії з розмежування земель Київського Братського монастиря, на які претендувала також братія Київського Софійського монастиря (поблизу сіл Стайки та Трипілля).
Помер у Святогорській Успенській пустині, де провів останні роки свого життя.